# Hans Kippenberger
Hans Kippenberger (né le 15 janvier 1898 à Leipzig, mort le 3 octobre 1937 à Moscou), noms de code A. Neuberg, Leo et Ernst Wolf, est un homme politique allemand. Il est membre du Reichstag entre 1928 (4e législature) et 1933 (8e législature) au sein du groupe communiste. En 1937, il est assassiné dans le cadre des Grandes Purges en Union soviétique.

## Biographie
Kippenberger est le fils d'un prédicateur laïc et bourgeois. Après avoir un apprentissage bancaire et son service militaire, il participe à la Première Guerre mondiale en tant que lieutenant de réserve sur le front occidental et est blessé à plusieurs reprises.
Après la guerre, il rejoint l'USPD en 1918. Il appartient à l'aile gauche qui fusionna avec le KPD fin 1920. Pendant cette période, il est employé de banque et correspondant en langues étrangères et commence des études d'économie à l'université de Hambourg. À partir de 1922, il travailla à plein temps pour le KPD et est d'abord actif dans la direction de groupes d'étudiants du KPD. Il joue ensuite un rôle de premier plan dans la création des "Cent Rouges" dans le district de Hambourg-Barmbek, dans l'infiltration de la police et de la Reichswehr par des membres du KPD et dans l'organisation de l'insurrection de Hambourg en 1923. Dans le district de Barmbek, il dirige lui-même les insurgés et fait établir à ses hommes des barricades et d'autres positions défensives afin que les forces de police puissent difficilement avancer. Kippenberger, militairement expérimenté, réussit à effectuer un retrait assez ordonné des groupes de combat du KPD après la défaite.
Après l'insurrection de Hambourg, il est recherché par le procureur du Reich. Bien qu'il soit membre du Bürgerschaft de Hambourg en 1924, il doit continuer à vivre illégalement, d'abord à Leipzig, puis s'enfuit en Union soviétique, où il fréquente l'école militaire de l'Internationale communiste et l'université communiste des minorités nationales de l'Ouest de 1924 à 1927.
À partir de 1927, il réorganise l'appareil anti-militaire du parti et est arrêté lors de la campagne électorale des élections législatives allemandes de 1928. Cependant, il est de nouveau libéré après son élection en raison de son immunité en tant que député. Il est membre du Reichstag jusqu'en 1933 et reste chef de l'appareil anti-militaire et candidat au Comité central du KPD en 1929. Au Reichstag, il s'occupe principalement des questions de politique militaire et est membre de la commission militaire du Parlement. En plus de l'appareil anti-militaire, Kippenberger et Heinz Neumann construisent à partir de 1931 le système d'autoprotection du parti. À la fin des années 1920, Kippenberger crée un réseau d'environ 300 membres pour sonder le climat social dans les entreprises. Ce réseau effectue également de l'espionnage économique pour le compte de l'Union soviétique et y rend compte des développements liés à l'armement dans le Reich allemand. Pour les nazis, le réseau est considéré comme "l’appareil le plus dangereux du KPD".
En août 1931, aux côtés de Heinz Neumann, il est l'un des principaux soutiens des meurtres de policiers sur la Bülowplatz à Berlin.
Après l'arrivée au pouvoir du NSDAP en janvier 1933, Kippenberger participe à la réunion illégale du Comité central du KPD au centre sportif de Ziegenhals, près de Berlin, le 7 février 1933.
Il entre dans la clandestinité et joue un rôle important dans la réorganisation des structures du parti détruites par la répression de l'État nazi. En 1935, Kippenberger perd ses fonctions au parti, parce qu'il soutient Hermann Schubert et Fritz Schulte (de) dans la lutte pour la direction du KPD contre Walter Ulbricht et Wilhelm Pieck. L'appareil anti-militaire qu'il dirigeait est dissous. Il émigre d'abord à Paris, puis est envoyé à Moscou.
Il est arrêté dans le cadre des Grandes Purges de Staline en 5 novembre 1936 avec sa compagne Christina (Aenne) Kerff, née Lenderoth, à l'hôtel Soyuznaya de Moscou. Après un procès secret, condamné à mort en tant qu'"agent présumé de la Reichswehr" et fusillé le 3 octobre 1937. En décembre 1936, il avait perdu sa nationalité allemande.
Son ancienne épouse Thea, qui divorça en 1930, est également arrêtée au printemps 1938 et meurt en détention en 1939. En 1957, le PCUS réhabilite Hans et Thea Kippenberger. Les filles des Kippenberger, déportées en Sibérie, peuvent partir pour la RDA en 1958.
Après sa réhabilitation en Union Soviétique, son nom est autorisé à être mentionné à nouveau en RDA, mais les circonstances de sa mort restent secrètes. Par exemple, dans le Lexique biographique de l'Institut pour le marxisme-léninisme du Comité central du Parti socialiste unifié d'Allemagne (de), publié en 1970, elles ne sont données que sous une forme voilée.